# Peter Göbel (Motorsportler)

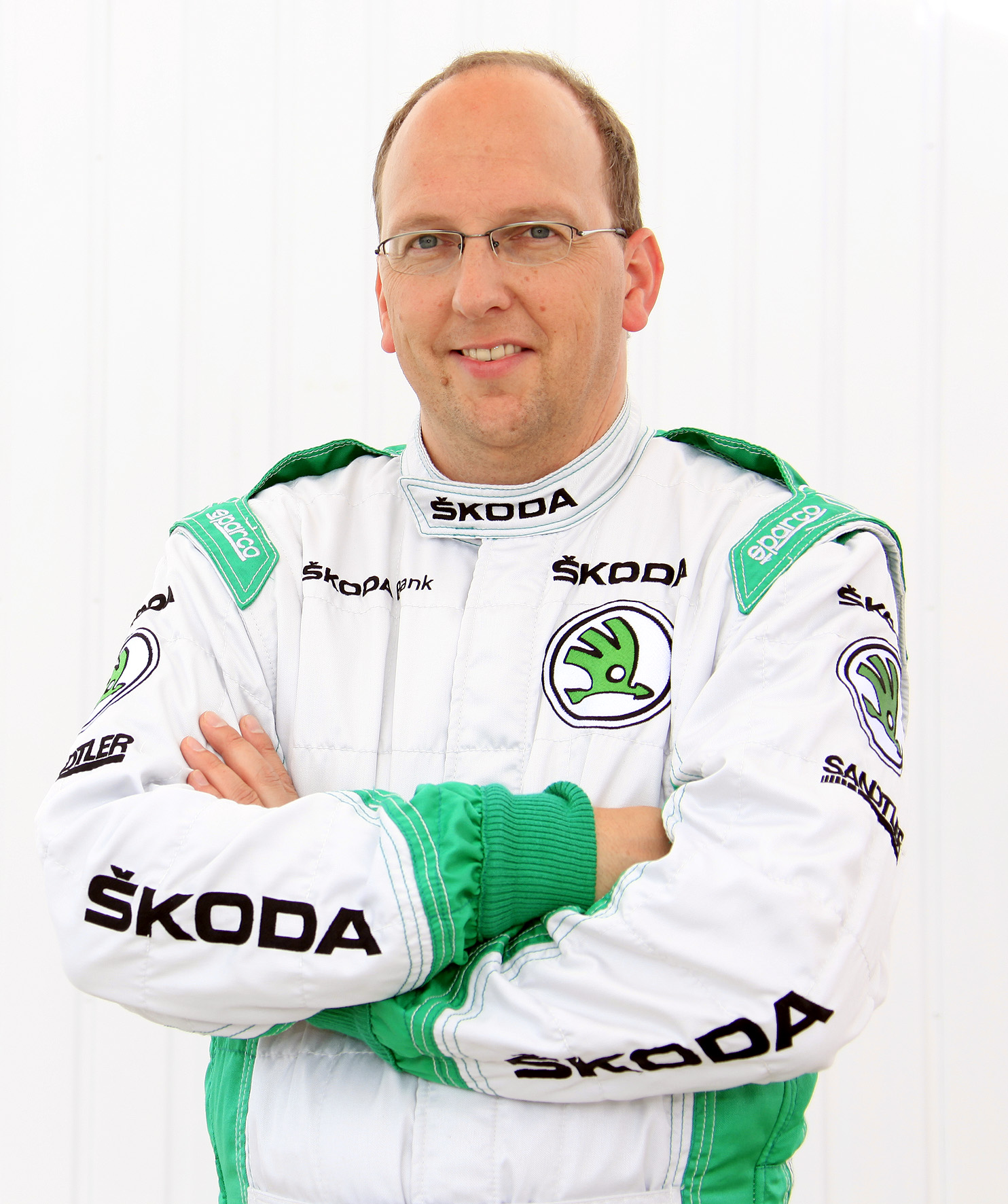

Peter Göbel (* 25. April 1969 in Marl) ist ein deutscher Motorsportler und Unternehmer.

## Karriere als Motorsportler
Peter Göbel begann seine Motorsportkarriere 1992 als Co-Pilot von Walter Röhrl bei der Bavaria Rallye Historic in einem Porsche 356. In den folgenden Jahren 1997 trat er ausschließlich bei Veranstaltungen der historischen Rallye-Europameisterschaft (ERC historic) an. Sein bestes Ergebnis in dieser Motorsportserie erzielte er zusammen mit Walter Röhrl in einem Porsche 911 mit dem Gesamtsieg der Rallye San Remo Storico 1997.
Von 1997 bis 2001 ging er zusammen mit Jan Becker und 2001 mit Ruben Zeltner in einem Nissan Sunny GTi-R und Mitsubishi Lancer Evo V in der Deutschen Rallye-Meisterschaft (DRM) an den Start.
2002 wechselte er als Beifahrer zu Matthias Kahle ins Werksteam Škoda Auto Deutschland. Von 2002 bis 2006 gewann er mit dem Team zunächst in einem Škoda Octavia WRC Evo2 und ab 2005 in einem Škoda Fabia WRC viermal den DRM- und einmal 2003 den Vize-Meistertitel. 2010 konnten er und Matthias Kahle den Erfolg wiederholen und gewannen mit einem Škoda Fabia S2000 den fünften DRM-Meistertitel.
In der folgenden Saison startete er mit dem Škoda-Werksteam in der Intercontinental Rally Challenge (IRC) und belegte den 14. Platz in der Gesamtwertung.
Seine letzte Rallye bestritt Göbel 2013 mit einem Škoda 130 RS bei der ADAC Rallye Köln-Ahrweiler, die er mit Kahle auf dem 16. Platz abschloss. Danach beendete er seine aktive Motorsportlaufbahn.

## Karriere als Unternehmer
Peter Göbel gründete 2003 eine Agentur für Motorsportveranstaltungen. Die Winterrallye AvD-Histo-Monte und die Sauerland Klassik werden dort organisiert.
Seit 2022 organisiert Peter Göbel mit seiner Agentur auch die Röhrl-Klassik Oldtimer-Rallye für den Verlag Delius Klasing.